# Mary Read

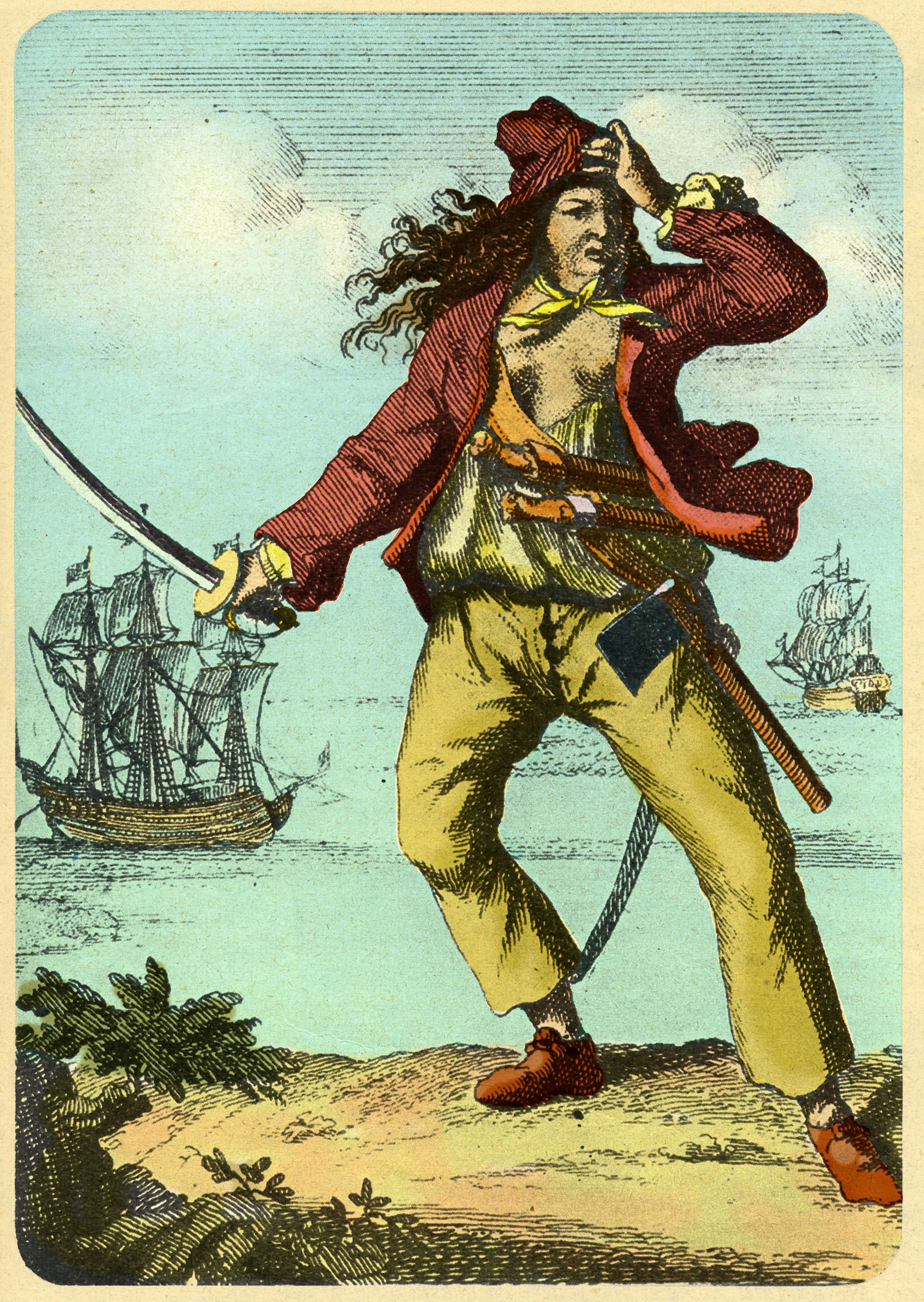
Mary Read

Mary Read (Londres, Inglaterra, 1690- Colonia de Jamaica, 28 de abril de 1721) fue una mujer pirata inglesa que operó entre 1719 y 1720 y que es recordada principalmente como una de las dos únicas mujeres junto a su compañera Anne Bonny que se sabe que fueron declaradas culpables de piratería en el siglo XVIII, a finales de la época de la edad de oro de la piratería.

## Biografía

### El comienzo de una gran historia
Mary Read nació alrededor de 1690 en Londres, Inglaterra. Su madre estaba casada con un marinero, con quien tuvo un hijo, que desapareció en alta mar, teniendo entonces una aventura amorosa de cuyo fruto nació la pirata. Coincidió esto con la muerte del pequeño, por lo que en vez de ocultar a Mary, su madre la hizo pasar por el chico para recibir el apoyo económico que le brindaba la abuela paterna. De esta manera creció siempre vestida de hombre bajo el nombre de Mark.
Pronto, se alistó en un barco como marinero, sin embargo, abandonó al poco tiempo dicho barco para alistarse en el ejército inglés, destacando en la batalla. Tras esta etapa como soldado, volvió a enrolarse en un barco.

### Apresada por piratas y convertida en pirata
Durante la travesía, el barco en el que viajaba Mary fue atacado y capturado por el pirata Jack Rackham, y su compañera sentimental y de correrías la mujer pirata Anne Bonny. Aún vestida de hombre, Mary fue reclutada por los piratas. Poco después, Anne Bonny descubrió su identidad femenina. Las dos mujeres se hicieron amigas y trataron de mantener el secreto pero Rackham comenzó a sospechar de la cercana relación de Bonny con el nuevo marinero y demandó una explicación. Mary confesó y Rackham la dejó quedarse y ser parte de la tripulación.
Mientras navegaban por el Mar Caribe, Read se enamoró de uno de los tripulantes y se casaron según los ritos de la piratería. Durante un período de unos tres meses, Rackham y su tripulación obtuvieron varios éxitos en sus aventuras, pero pronto cayeron en la desidia y comenzaron a dedicarse en exceso a los festejos y la bebida.

### Captura y prisión
El 20 de octubre de 1720, las tropas del capitán Barnet, enviadas por el gobernador de Jamaica, capturaron a Rackham y su tripulación, la mayor parte de los cuales estaban borrachos y no opusieron resistencia. Rackham y su tripulación fueron sentenciados a la horca por actos de piratería. Mary Read y Anne Bonny aseguraron estar embarazadas, y recibieron un aplazamiento de la ejecución. Mary Read murió a principios de 1721 de unas fiebres cuando aún estaba en prisión. El rastro de Bonny desapareció de los expedientes oficiales. Existen diferentes teorías acerca de la suerte que pudo correr. Una de ellas dice que su padre, que tenía contactos en la isla, perdonó a su hija y la rescató para llevarla de nuevo a Carolina del Sur, donde inició una nueva vida bajo un nombre falso. Otras teorías afirman que volvió con su marido y hasta existe el mito de que se ordenó monja.

## Cultura actual
- En 1935 Jorge Luis Borges la mencionó en uno de los relatos (La viuda Ching, pirata) incluidos en su Historia universal de la infamia.
- En 2003 se publicó la novela de Zoé Valdés Lobas de Mar, que recrea la posible trayectoria vital de Mary Read, Anne Bonny y Jack Rackham.
- En 2001 salió un disco de la banda de power metal italiana Secret Sphere "A Time Never Come" en la cual incluye una canción titulada "Under the Flag of Mary Read".
- En 2007 se publicó un libro basado en ella, Mary tempestad, de Alain Surget, y en mayo del 2008 se publicó otro libro también basado en ella, Lady Pirata, de la autora Mireille Calmel.
- En 2009 la autora gallega María Reimóndez publicó también una novela sobre esta famosa corsaria: Pirata.
- En 2013 apareció en el videojuego Assassins Creed 4 Black Flag, usando el nombre de James Kidd y miembro de la Hermandad de Asesinos.
- En 2015 Mary Read aparece junto a Anne Bonny en el juego para móviles Fate/Grand Order.
- En 2016 se publicó la novela erótica ¡Sí, mi capitana!, de Diana Gutiérrez, libremente basada en la historia de Mary Read, Anne Bonny y Jack Rackham. En ella, Mary Read es una muchacha joven y culta que es secuestrada por unos piratas para que descifre el paradero de un monstruo marino.
- En 2019 se publicó la novela De viento y sal, de Clara S. Mendívil , basado en la figura de Anne Bonny, en la que Mary Read tiene un papel importante.
- En la serie de televisión Black Sails aparece vestida de hombre en el último capítulo de la última temporada de la serie, en la que se une a la tripulación con Anne Bonny y Jack Rackham.
- En 2020 se publicó un álbum titulado The Legend of Mary Read, de la cantautora Karliene, en dicho álbum se incluye también una canción llamada Mary Read.
- Aparece como servant en el videojuego Fate/Grand Order
- Aparece como personaje sospechoso en el videojuego "Criminal Case: Travel In Time".

- Aparece como personaje secundario importante en el juego móvil "Time Princess", en la historia "Capitana Rompecorazones", siendo la primera oficial y mejor amiga de la protagonista de la historia.

## Esculturas
- Una escultura de madera de Mary Read, que se cree que data del siglo XVIII, está fijada en el alzado frontal de la casa pública The Earle Arms, en Heydon, Norfolk.[4]
- En 2020, se inauguró una estatua de Mary y Anne Bonny en Wapping, Londres. Está previsto llevar finalmente la estatua a Burgh Island, al sur de Devon.[5]